# Stigmacros aciculata
Stigmacros aciculata är en myrart som beskrevs av Mcareavey 1957. Stigmacros aciculata ingår i släktet Stigmacros och familjen myror. Inga underarter finns listade i Catalogue of Life.